# Могилёв II
Могилев II (бел. Магілёў II) — железнодорожная станция и вокзал Белорусской железной дороги, расположена в Могилёве.
Через станцию осуществляются пассажирские перевозки на,
Жлобин,
Осиповичи.

## Деятельность
- Прием и выдача повагонных отправок грузов, допускаемых к хранению на открытых площадках станций.
- Прием и выдача грузов в универсальных контейнерах массой брутто 24 (30) и 30 т на станциях.
- Прием и выдача грузов повагонными и мелкими отправками, загружаемых целыми вагонами, только на подъездных путях и местах необщего пользования.
- Прием и выдача повагонных отправок грузов, требующих хранения в крытых складах станций.
- Прием и выдача грузов в универсальных контейнерах массой брутто 20 и 24 т на станциях.
- Посадка и высадка пассажиров на (из) поезда пригородного и местного сообщения. Прием и выдача багажа не производятся.[4]